# Nassereddin Shah, acteur de cinéma
Pour plus de détails, voir Fiche technique et Distribution.
Nassereddin Shah, acteur de cinéma (en persan : ناصرالدین شاه،آکتورسینما, Nassereddin Shah, actor-e cinema) est un film iranien réalisé par Mohsen Makhmalbaf en 1992.

## Synopsis
Au cours de son voyage en occident, Mirza Ebrahim Khan Akkās Bāshi, « photographe en chef » (Mehdi Hashemi), qui rêve de se marier, à son retour, avec sa bien-aimée, Atyeh, découvre le cinématographe et s’y attache particulièrement.
L’arrivée du cinématographe au pays nécessite l’appuie du roi Mozaffaredin Shah. Mais son état de santé est critique. Mirza Ebrahim demande conseil auprès du Shah qui donne l’ordre à Farrāsh Bāshi, « serviteur en chef », d’envoyer Akkās Bāshi auprès de son fils, le prince.
Distrait, Farrāsh Bāshi enverra Mirza rendre visite au père du roi, Nasseredin Shah, antipathique envers le cinéma et dont il deviendra un adepte fervent à la suite d'une projection chez lui, durant laquelle il tombe amoureux d’une actrice du cinématographe, Golnaar (Fatemeh Motamed-Arya).

## Fiche technique
- Titre français : Nassereddin Shah, acteur de cinéma
- Titre original : ناصرالدین شاه،آکتورسینما (Nassereddin Shah, actor-e cinema)
- Scénario et réalisation : Mohsen Makhmalbaf
- Pays :  Iran
- Langue : persan
- Genre : comédie historique
- Durée : 92 minutes (1 h 32)
- Année de production : 1992

## Distribution
- Ezzatollah Entezami
- Mehdi Hashemi
- Mohamad Ali Keshavarz
- Fatemeh Motamed-Arya
- Mahaya Petrosian
- Dariush Arjmand
- Jahangir Forouhar
- Morteza Ahmadi
- Saeed Amirsoleimani
- Moharam Zeynalzadeh
- Parvaneh Massoumi

## Récompenses
- Festival international du film d'Istanbul 1993 : Prix spécial du jury
- Festival international du film de Karlovy Vary 1992 : Prix spécial du jury